# 内山栞
内山 栞（うちやま しおり、1993年1月2日 - ）は、日本の作曲家・編曲家・ピアニスト。千葉県成田市生まれ。

## 作品

### 作曲
- 貝田由里子 「Swan～プロローグ～」
- AKB48 「願いごとの持ち腐れ」
- スマホRPG アルケミアストーリー オープニング楽曲・フィールド曲 作曲

### 作曲・編曲
- あっとくん「CrazyCrash」「ザレゴト」
- 貝田由里子「Swan～プロローグ～」「Swan」
- 高校生対抗eスポーツ大会  STAGE:0 イベント及び番組使用音楽 作曲、ストリングス・ブラスアレンジ

### 編曲
- 貝田由里子「結び」「Snow」「春色」「ヌクモリ」「Ballad〜匣の中で〜」「Swallow」
- 半﨑美子 ボーカル&ピアノ楽譜「半﨑美子 ボーカル・セレクション」（ヤマハミュージックメディア）
- V.A. ピアノ楽譜「ピアノと歌う 歌謡曲~訪問コンサートで演奏したい懐かしの曲 【ピアノ伴奏CD付】」（ヤマハミュージックメディア）

### プロデュース・参加
- 貝田由里子 作品集「Casser la porte」サウンドプロデュース
- 速水けんたろう ワンマンライブ　キーボード演奏
- 八坂沙織 ワンマンライブ キーボード演奏